# محتال تيندر
فيلم محتال تيندر هو فيلم وثائقي بريطاني عن الجريمة الحقيقية أخرجته فيليسيتي موريس وتم إصداره على نتفليكس في 2 فبراير 2022. يروي الفيلم قصة المحتال الإسرائيلي شمعون لفيف الذي يستخدم تطبيق المواعدة تندر لتحديد الأفراد الذين يتلاعب بهم عاطفياً لتقديم الدعم المالي لأسلوب حياته الفخم.

## المؤامرة والخلفية
سافر رجل إسرائيلي، ولد شمعون حيوت، في أنحاء أوروبا، وقدم نفسه على أنه ابن قطب الماس الروسي الإسرائيلي ليف ليفيف. استخدم تطبيق المواعدة تندر للاتصال بالنساء باسم شمعون لفيف، وخدعهن لإقراضه نقودًا لم يسددها أبدًا. كان يسحر النساء بهدايا سخية ويأخذهن إلى العشاء على متن طائرات خاصة مستخدماً نقوداً اقترضها من نساء أخريات سبق أن خدعهن. كان يتظاهر لاحقًا بأنه مستهدف من قبل «أعدائه», وغالبًا ما كان يرسل نفس الرسائل والصور إلى كل امرأة، متظاهرًا بأن حارسه الشخصي قد تعرض للهجوم ويطلب من ضحاياه مساعدته ماليًا؛ غالبًا ما يحصلون على قروض بنكية وبطاقات ائتمان جديدة من أجل المساعدة. ثم استخدم المال المكتسب من خلال الخداع لجذب ضحايا جدد، بينما كان يعمل بشكل أساسي على مخطط بونزي. في وقت لاحق، كان يتظاهر بأنه يسدد لضحاياه عن طريق إرسال مستندات مزورة تظهر تحويلات بنكية مزورة ثم قطع الاتصال بالضحايا.

## استجابات

### استجابة حرجة
على روتن توميتوز، حصل الفيلم على نسبة موافقة 94٪ بناءً على 17 مراجعة، بمتوسط تقييم 7.60/10.
قدم كيفن ماهر من صحيفة ذا تايمز للفيلم 4/5 نجوم، واصفًا إياه بأنه «الفك المفترس للأفلام الوثائقية التي يرجع تاريخها عبر الإنترنت» وكتب: «إنها عميقة للغاية ومحفزة ومثيرة للقلق لدرجة أن احتمال المواعدة عبر الإنترنت بعد محتال تيندر قد يبدو متهورًا جدًا بالفعل.» كما أعطتها ريبيكا نيكولسون من الغارديان 4/5 نجوم، حيث كتبت: «إن محتال تيندر سريع وذكي ويتركك تريد المزيد، بدلاً من كشط البرميل لكل زاوية ممكنة.» كما أعطى إد كومينغ من الإندبندنت الفيلم 4/5 نجوم، قائلاً: «على الرغم من الغزل الكبير في وسطه، فإن [الفيلم] ينزلق أحيانًا إلى الانغماس الذاتي المشترك في العديد من الأفلام الوثائقية الحديثة، مع عمليات إعادة بناء غامضة لا نهاية لها وقلب- سحب الموسيقى التصويرية».
كان بريان لوري من سي إن إن أكثر انتقادًا للفيلم، حيث كتب: «الجمع بين صفات فيلم لايف تايم مع عنوان جذاب، نادراً ما تخفي العناصر القابلة للتسويق أن القصة هي في الواقع نوع من التجويف».

### ردود أخرى
بعد إصدار الفيلم، حظرت تيندر بشكل دائم لفيف من منصتها.
ذكرت Variety أن نتفليكس تخطط لتحويل الفيلم الوثائقي إلى فيلم.
أنشأت نتفليكس رفيقًا خاصًا للبودكاست من ثلاثة أجزاء يحكي عن صناعة الفيلم الوثائقي ويتعمق أكثر في حياة وأساليب شمعون لفيف.
في 5 فبراير، أطلق الضحايا الثلاثة حملة غو فاند مي لجمع التبرعات لتعويض ديونهم.

## روابط خارجية
- محتال تيندر في نتفليكس تودوم
- محتال تيندر  في قاعدة بيانات الأفلام على الإنترنت (بالإنجليزية)